# Necrofobia (película)
Necrofobia, también conocida como Necrofobia 3D, es una película argentina de terror de 2014 dirigida por Daniel de la Vega. Es protagonizada Por Luis Machín, Julieta Cardinali, Viviana Saccone, Raúl Taibo y Gerardo Romano.

## Sinopsis
Dante es un sastre que padece una fobia que le impide estar en contacto con la muerte; cada vez que está frente a un cadáver, experimenta un sentimiento escalofriante que le hace perder la razón. Su enfermedad se agudiza cuando su hermano gemelo muere y tiene que enfrentarse a su propio rostro en un féretro. A partir de este hecho traumático, los muros de la estabilidad mental de Dante se derrumban, mientras varios de sus seres cercanos son asesinados por alguien que quiere incriminarlo. Dante busca resolver el enigma de las muertes, pero se ve atrapado en una lucha constante entre lo real e irreal.

## Reparto
- Luis Machín - Dante Samot
- Julieta Cardinali - Beatriz
- Raúl Taibo - Nicolás Virgilio
- Viviana Saccone - Soledad Rocca
- Gerardo Romano - Padre Gustavo
- Hugo Aztar - Forense
- Pablo Juín - Agente 1
- Ariel Juín - Agente 2
- Fabián Forte - Policía
- Fernando Azzolina - Doble De Luís Machín

## Premios
Necrofobia fue nominada a los Premios Cóndor de Plata como Mejor Actor (Luis Machín), Mejor Montaje/Edición y Mejor Dirección Artística.